# Caleb McLaughlin
Caleb McLaughlin (Carmel, New York, 2001. október 13. –)–) amerikai gyerekszínész és énekes.
Legismertebb filmes szerepe Lucas Sinclair a 2016-ban a Netflixen indult Stranger Things című sci-fi és drámasorozatban. Továbbá játszott a Broadwayen is ahol az Oroszlánkirály című színdarabban szerepelt mint a fiatal Szimba.

## Élete
Caleb McLaughlin 2001. október 13.-án született az amerikai New York állambeli Carmel-ben. A Kent Általános Iskolába járt, majd ezt követően egy évig a George Fischer Közép Iskolába. Az ötödik osztály után Caleb a családjával New York City-be költözött. Egy évig tanult táncot a Carmel-ben található Happy Feet Tánciskolában, majd a The Harlem School of the Arts-ban folytatta tanulmányait.

## Karrierje
Karrierjét a Broadway színpadán kezdte 2012-ben Az oroszlánkirály musicalben, ahol fiatal Szimbát alakította egészen 2014-ig. 2012-ben szerepelt még a Noah Dreams of Origami Fortunes című rövidfilmben, ahol a címszereplőt, Noaht alakította. 2013-ban egy rész erejéig feltűnt a Esküdt ellenségek: Különleges ügyosztályban, majd 2014-ben szintén egy-egy rész erejéig a Felejthetetlen és a Mindörökké című sorozatokban látható volt.
2016-ban a Shades of Blue című sorozatban játszotta Jay-Jay szerepét 3 részben és a Zsaruvér című sorozat egy részében is feltűnt. Szintén ebben az évben kapta meg Lucas Sinclair szerepét a világszerte híres Netflix sorozatban, a Stranger Things-ben, ami meghozta számára az áttörést.
2017-ben a The New Edition Story című mini TV sorozatban szerepelt, mint fiatal Ricky Bell és természetesen ismét magára öltötte Lucas szerepét a Stranger Things második évadában. 2018-ban a Final Space című sorozatban volt látható.

## Filmográfia

### Film
| Év   | Magyar cím                | Eredeti cím                     | Szerep                   | Magyar hang |
| ---- | ------------------------- | ------------------------------- | ------------------------ | ----------- |
| 2012 |                           | Noah Dreams of Origami Fortunes | Noah                     |             |
| 2019 | Magasan szárnyaló madár   | High Flying Bird                | Darius                   |             |
| 2020 | Városi cowboy             | Concrete Cowboy                 | Cole                     |             |
| 2023 | A kosárlabda csillagai    | Shooting Stars                  | Dru Joyce III            | Gáll Dávid  |
| 2023 | Csodák könyve             | The Book of Clarence            | Zeke                     | Tóth Márk   |
| 2024 | Szabadíts meg a gonosztól | The Deliverance                 | Nathaniel "Nate" Jackson | Tóth Márk   |

### Televízió
| Év        | Magyar cím                               | Eredeti cím                        | Szerep                         | Megjegyzések                                                          |
| --------- | ---------------------------------------- | ---------------------------------- | ------------------------------ | --------------------------------------------------------------------- |
| 2013      | Esküdt ellenségek: Különleges ügyosztály | Law & Order: Special Victims Unit  | Fiú                            | Epizód: "Born Psychopath"                                             |
| 2013      | Felejthetetlen                           | Unforgettable                      | Idősebb testvér                | Epizód: "New Hundred"                                                 |
| 2014      | Mindörökké                               | Forever                            | Alejandro                      | Epizód: "The Pugilist Break"                                          |
| 2015      |                                          | What Would You Do?                 | Fogadott gyerek                | 10. évad 2. epizód                                                    |
| 2015      | John Oliver-show az elmúlt hét híreiről  | Last Week Tonight with John Oliver | Önmaga                         |                                                                       |
| 2016      | Piszkos zsaruk                           | Shades of Blue                     | Jay-Jay                        | 3 epizód                                                              |
| 2016      | Zsaruvér                                 | Blue Bloods                        | Tone Lane                      | 3 epizód                                                              |
| 2016-     | Stranger Things                          | Stranger Things                    | Lucas Sinclair                 | Főszerep magyar hang Tóth Márk                                        |
| 2017      |                                          | The New Edition Story              | Ricky Bell (10-15 éves koráig) | 3 Epizód                                                              |
| 2017      | Playback párbaj                          | Lip Sync Battle                    | Önmaga                         | Epizód: "The Cast of Stranger Things"                                 |
| 2018      | Az űr vége                               | Final Space                        | Fiatal Gary (hang)             | Epizód: "Chapter 4"                                                   |
| 2018–2021 | Bűbájtábor                               | Summer Camp Island                 | Szellem (hang)                 | 4 epizód                                                              |
| 2021      |                                          | Ultra City Smiths                  | Trevor Johnson (hang)          | 6 epizód                                                              |
| 2022      | A Fiúk ördögi oldala                     | The Boys Presents: Diabolical      | Mo-Slo (hang)                  | Epizód: "An Animated Short Where Pissed-Off Supes Kill Their Parents" |

### Websorozat
| Év   | Magyar cím | Eredeti cím          | Szerep | Megjegyzések                                                              |
| ---- | ---------- | -------------------- | ------ | ------------------------------------------------------------------------- |
| 2019 |            | Brawl with the Stars | Önmaga | Epizód: "Brawl with the Stars (feat. Finn Wolfhard and Caleb McLaughlin)" |

### Videóklipek
| Év   | Cím                                                                | Előadó       | Megjegyzés |
| ---- | ------------------------------------------------------------------ | ------------ | ---------- |
| 2017 | Jimmy Fallon's 74th Golden Globe Awards Golden Globes 2017 Opening | Jimmy Fallon |            |
| 2017 | Santa's Coming For Us                                              | Sia          |            |

### Előadások
| Év        | Cím               | Szerep        | Megjegyzés |
| --------- | ----------------- | ------------- | ---------- |
| 2012-2014 | Az oroszlánkirály | Fiatal Szimba | Broadway   |

## Díjak és jelölések
| Év   | Jelölés tárgya  | Díj                             | Kategória                                                                                                   | Eredmény | Forr.  |
| ---- | --------------- | ------------------------------- | --- | -------- | ------ |
| 2017 | Stranger Things | Young Artist Award              | Legjobb alakítás TV Sorozatokban és Filmekben                                                               | Jelölve  | [ 10 ] |
| 2017 | Stranger Things | Screen Actors Guild-díj         | Screen Actors Guild-díj a legjobb szereplőgárdának (drámasorozat)                                           | Elnyerte | [ 11 ] |
| 2017 | Stranger Things | BET-díj                         | Fiatal sztárok díja                                                                                         | Jelölve  | [ 12 ] |
| 2018 | Stranger Things | NAACP Image-díj                 | NAACP Image-díj - Legjobb szereplő - gyerek- vagy ifjúsági sorozat/különkiadás kategóriában                 | Elnyerte | [ 13 ] |
| 2018 | Stranger Things | Screen Actors Guild-díj         | Screen Actors Guild-díj a legjobb szereplőgárdának (drámasorozat)                                           | Jelölve  | [ 14 ] |
| 2018 | Stranger Things | MTV Movie Awards                | MTV Movie Award a legjobb csapatnak Megosztva: Gaten Matarazzo, Finn Wolfhard, Noah Schnapp, és Sadie Sink. | Jelölve  | [ 15 ] |
| 2019 | Stranger Things | Nickelodeon Kids’ Choice Awards | Nickelodeon Kids' Choice Awards - Kedvenc tévés színész kategóriában                                        | Jelölve  | [ 16 ] |
| 2019 | Stranger Things | Teen Choice Awards              | A nyár felfedezettje férfi kategóriában                                                                     | Jelölve  | [ 17 ] |